# Acilius kishii
Acilius kishii är en skalbaggsart som beskrevs av Takeshiko Nakane 1963. Acilius kishii ingår i släktet Acilius och familjen dykare. Inga underarter finns listade i Catalogue of Life.

## Bildgalleri

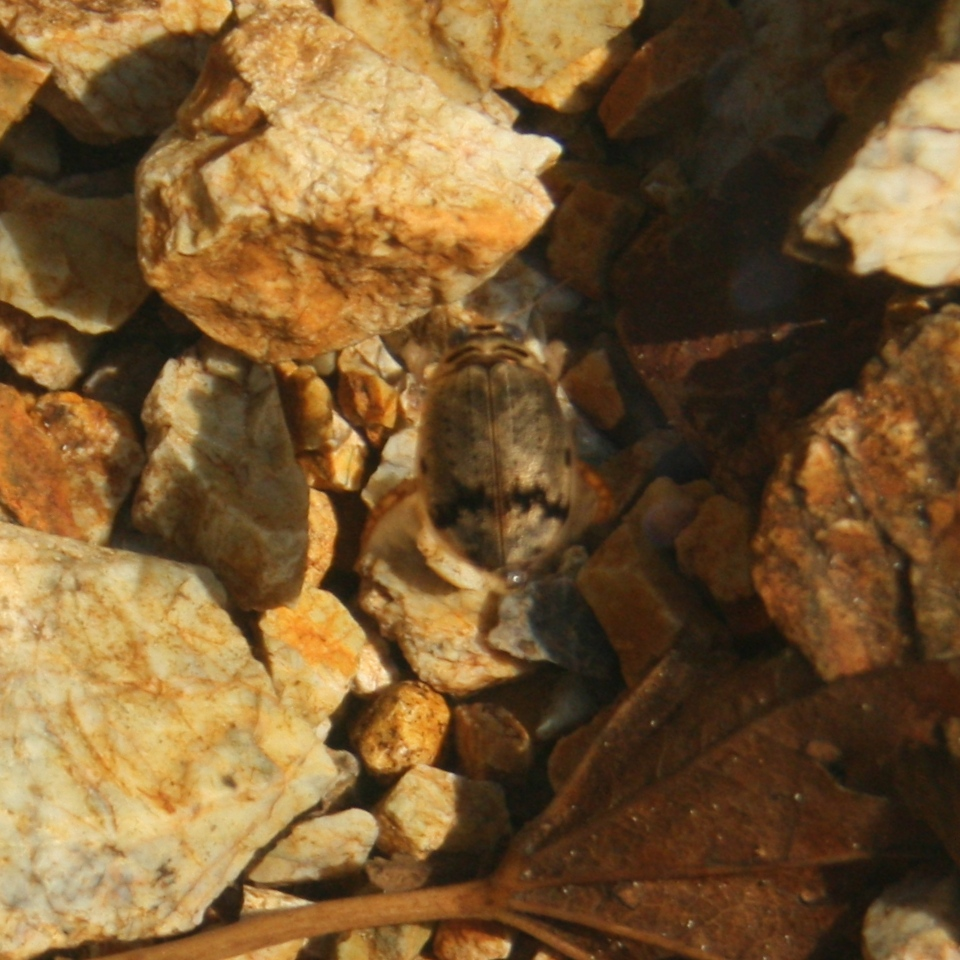
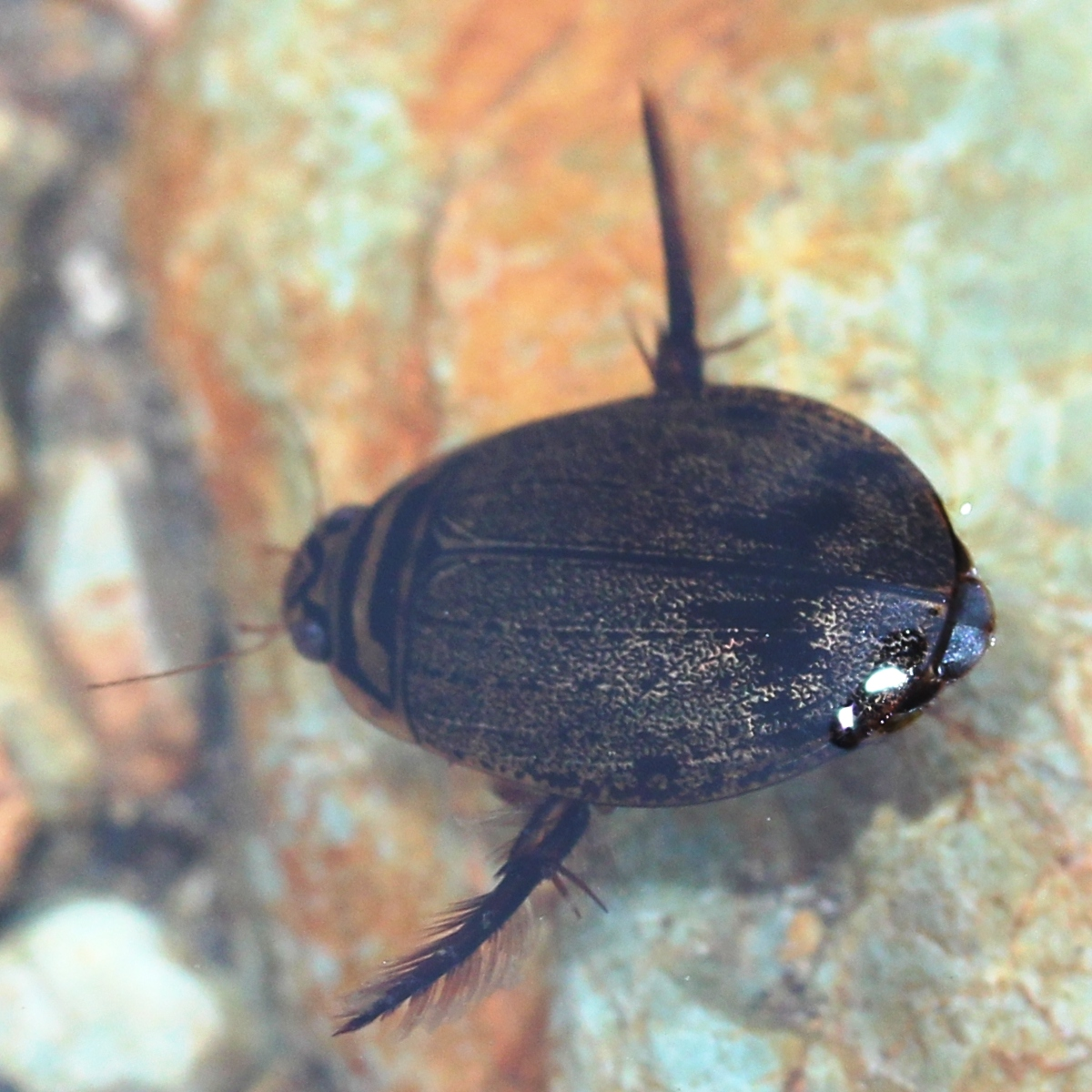
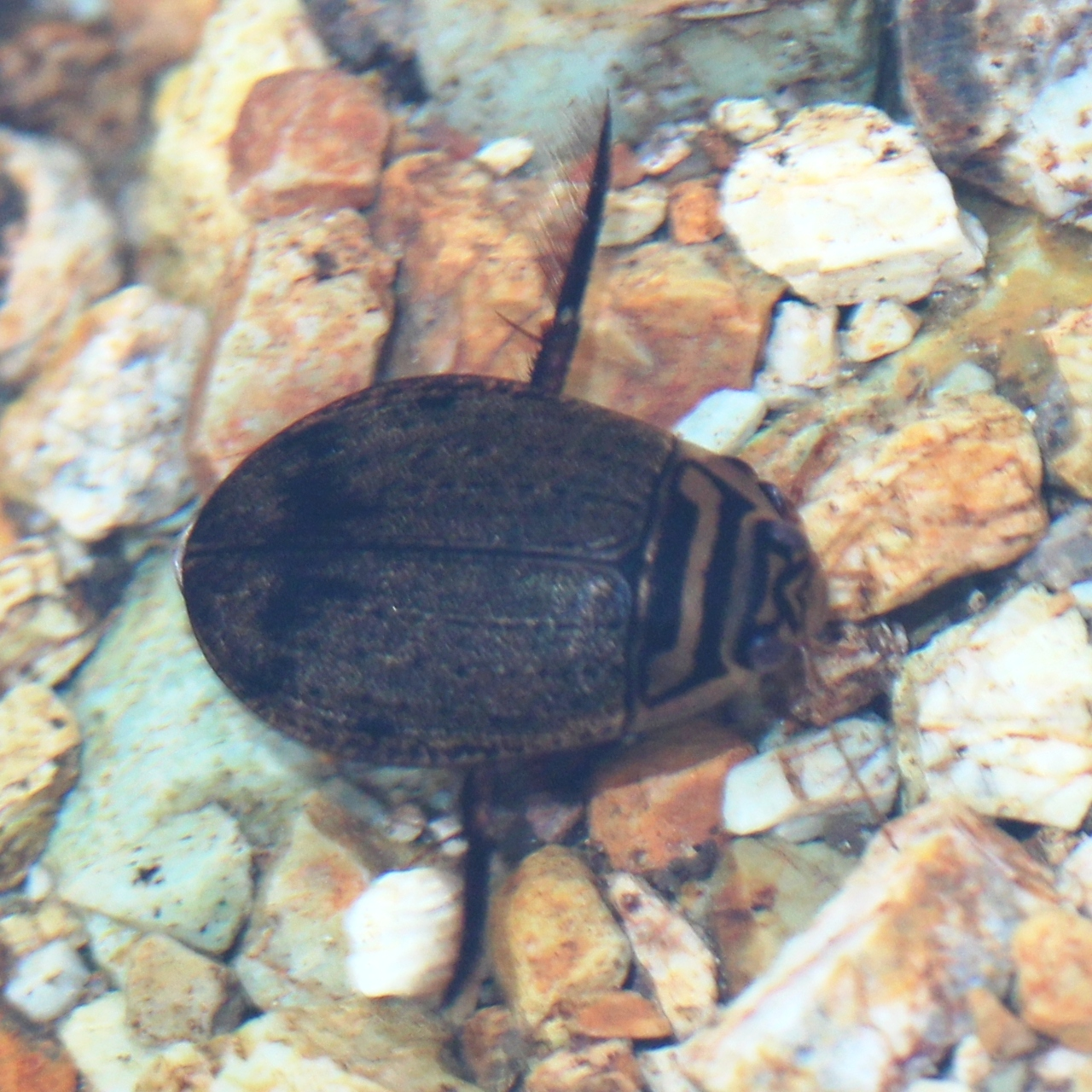